# PLCKESZ G286.6-31.3
PLCKESZ G286.6-31.3 è un ammasso di galassie situato prospetticamente nella costellazione della Mensa alla distanza di circa 2,5 miliardi di anni luce dalla Terra. 
È stato ripreso dal Wide-Field Imager, montato sul Telescopio MPG/ESO da 2,2 metri presso l'Osservatorio di La Silla in Cile, che ha colto l'ammasso visibile ai margini della Grande Nube di Magellano. Nell'immagine, occupata in gran parte dalle stelle di questa galassia satellite della Via Lattea, si possono individuare numerose galassie di colore giallastro appartententi all'ammasso.
PLCKESZ G286.6-31.3, che ha una massa stimata in 530.000 miliardi di masse solari, è composto da circa 1000 galassie unitamente alla presenza di materia oscura e abbondanti quantità di gas caldo.